# Album in studio
L'album in studio è un album discografico le cui tracce sono brani, perlopiù inediti, messi a punto in sala d'incisione. Nel caso in cui i brani non siano  inediti, si tratta invece di una raccolta (compilation) o di un album di cover.

## Storia
La possibilità a livello storico di realizzare un album discografico è nata con l'avvento dei dischi in vinile a 33⅓ giri che permettevano di inserire numerosi brani sulle due facciate di un unico supporto. 
La qualità della registrazione si è via via affinata e, per i CD, è oggi codificata in tre passaggi; la codifica più avanzata è la cosiddetta DDD (Digital Digital Digital), ossia quella realizzata interamente in digitale.

## Definizione e caratteristiche
L'album in studio si diversifica dagli EP e ai singoli per la durata maggiore. Nei dischi in vinile, si intuisce la durata dalle dimensioni del disco. 
L'album in studio si contrappone per contenuti a vari tipi di album discografici, tra cui gli album di remix, gli album di cover o le compilation.
Oggi, a volte, le persone che partecipano a un album si trovano in luoghi diversi e il materiale, ad esempio una strofa per un featuring, viene inviato tramite Internet.
In casi rari un album in studio può contenere alcuni brani live con l'aggiunta di inediti (un esempio è Rattle and Hum degli U2). In altri casi un album in studio può essere composto da brani riarrangiati (già presenti in altri album) con l'aggiunta di pochi inediti registrati in studio per l'occasione; un esempio è Once More degli Spandau Ballet.